# Marius de Geus
Marius Adriaan de Geus (Den Haag, 22 juli 1954 – Rijswijk, 20 mei 2020) was een Nederlandse wetenschapper, publicist en anarchist. De Geus hield zich onder meer bezig met de politieke context van milieuvraagstukken.

## Leven en werk
De Geus studeerde na de middelbare school in Delft juridische en politieke wetenschappen aan de Universiteit Leiden. Hij promoveerde aldaar in 1987 op een proefschrift Organisatietheorie in de Politieke Filosofie. De Geus was verbonden aan de vakgroep Politieke filosofie van de Universiteit Leiden. Hij hield zich bezig met vraagstukken over een duurzame economie en de politieke en maatschappelijke betekenis hiervan.
De Geus is in de loop der jaren bekend geworden door zijn lezingen op het terrein van de politieke filosofie, rechtsfilosofie, organisatietheorie en milieufilosofie. Hij was lid van de ECPR standing group on Green Politics. Hij was vanaf 1987 mederedacteur van het libertair-culturele tijdschrift De As, waarvoor hij meerdere thema-nummers initieerde, als laatste in 2019 het thema-nummer 'Matig'.
Een jaar na zijn pensionering in 2018 openbaarde zich de ziekte waaraan hij in 2020 op 65-jarige leeftijd zou overlijden.